# Joaquín Aguirre
Joaquín Aguirre, vollständiger Name Horacio Joaquín Aguirre Santellán, (* 23. März 1991 in Nueva Palmira) ist ein uruguayischer Fußballspieler.

## Vereine
Der 1,81 Meter große Defensivakteur stand mindestens seit der Spielzeit 2011/12 im Kader des uruguayischen Erstligisten Club Atlético Peñarol. Dort bestritt er in der Saison 2012/13 zwei Partien als Einwechselspieler in der Primera División und wurde auch einmal in der Copa Libertadores aufgestellt. Am Saisonende wurde er mit den Aurinegros Uruguayischer Meister. Zudem war er Mannschaftskapitän des in der Tercera División antretenden Teams. Zur Apertura 2013 wechselte er auf Leihbasis zu El Tanque Sisley. Dort bestritt er in der Spielzeit 2013/14 23 Ligaspiele (kein Tor). In der Saison 2014/15 wurde er in 29 Erstligaspielen (ein Tor) eingesetzt. In der Spielzeit 2015/16 folgten 27 weitere Erstligaeinsätze (vier Tore). Im Juli 2016 schloss er sich nach dem Abstieg El Tanque Sisleys dem Racing Club de Montevideo an. Bei den Montevideanern kam er in der Saison 2016 zu acht Erstligaeinsätzen (kein Tor). Im Januar 2017 wechselte er zu La Equidad nach Kolumbien. Für die Kolumbianer lief er bislang (Stand: 24. Juli 2017) in zehn Ligapartien (kein Tor) und dreimal (kein Tor) in der Copa Colombia auf.

## Erfolge
- Uruguayischer Meister: 2012/13